# Gimnàstica als Jocs Olímpics d'estiu de 2008
La gimnàstica va estar present als Jocs de Pequín 2008 per 26è cop consecutiu. El programa no va experimentar cap canvi respecte als Jocs d'Atenes 2004 i es practicaren tres disciplines: gimnàstica artística, de trampolí i rítmica. Les dues primeres es van disputar entre el 9 i el 19 d'agost al Gimnàs Nacional de Pequín, mentre que el Gimnàs de la Universitat Tècnica de Pequín fou l'escenari de la rítmica entre el 21 i el 24 del mateix mes.

## Resultats

### Gimnàstica artística

#### Dones

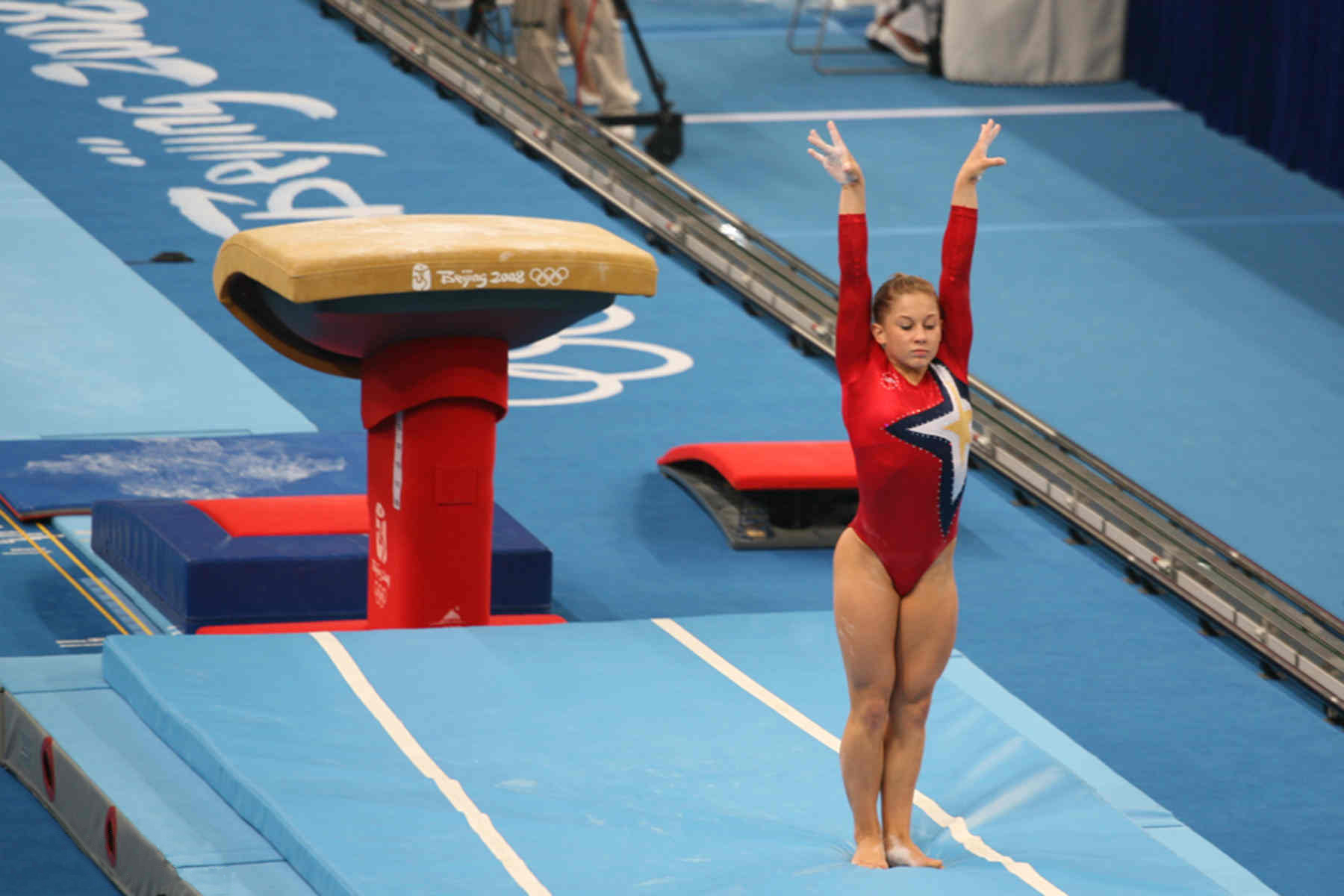
Shawn Johnson finalitza el seu salt durant la competició olímpica.

| Prova               | Or                                                                                            | Nota    | Plata | Nota    | Bronze | Nota    |
| Salt sobre cavall   | Un Jong Hong                                                                                  | 15.650  | Oksana Chusovitina                                                                                                  | 15.575  | Cheng Fei | 15.562  |
| Barres asimètriques | He Kexin                                                                                      |         | Nastia Liukin |         | Yang Yilin |         |
| Barra d'equilibris  | Shawn Johnson                                                                                 | 16.225  | Nastia Liukin | 16.025  | Cheng Fei | 15.950  |
| Terra               | Sandra Izbașa                                                                                 | 15.650  | Shawn Johnson | 15.500  | Nastia Liukin | 15.425  |
| Complet individual  | Nastia Liukin                                                                                 | 63.325  | Shawn Johnson | 62.725  | Yang Yilin | 62.650  |
| Complet equips      | R.P. de la Xina · Yang Yilin · Cheng Fei · Jiang Yuyan · Deng Linlin · He Kexin · Li Shanshan | 188'900 | Estats Units · Shawn Johnson · Nastia Liukin · Chellsie Memmel · Samantha Peszek · Alicia Sacramone · Bridget Sloan | 186'525 | Romania · Andreea Acatrinei · Gabriela Drăgoi · Gabriela Grigore · Sandra Izbașa · Steliana Nistor · Anamaria Tamarjan | 181'525 |

#### Homes
| Prova              | Or                                                                                     | Nota    | Plata | Nota    | Bronze | Nota    |
| Anelles            | Chen Yibing                                                                            | 16.600  | Yang Wei | 16.425  | Oleksandr Vorobiov                                                                                            | 16.325  |
| Barra fixa         | Leszek Blanik                                                                          | 16.537  | Thomas Bouhail                                                                                               | 16.537  | Anton Golotsutskov                                                                                            | 16.475  |
| Barres paral·leles | Li Xiaopeng                                                                            | 16.450  | Wonchul Yoo                                                                                                  | 16.250  | Anton Fokin                                                                                                   | 16.200  |
| Cavall amb arcs    | Zou Kai                                                                                | 16.200  | Jonathan Horton                                                                                              | 16.175  | Fabian Hambuechen                                                                                             | 15.875  |
| Salt sobre cavall  | Xiao Qin                                                                               | 15.875  | Filip Ude | 15.725  | Louis Smith                                                                                                   | 15.725  |
| Terra              | Zou Kai                                                                                | 16.050  | Gervasi Deferr                                                                                               | 15.775  | Anton Golotsutskov                                                                                            | 15.725  |
| Complet individual | Yang Wei                                                                               | 94.575  | Kohei Uchimura                                                                                               | 91.975  | Benoít Caranobe                                                                                               | 91.925  |
| Complet equips     | R.P. de la Xina · Yibing Chen · Huang Xu · Xiaopeng Li · Qin Xiao · Yang Wei · Kai Zou | 286'125 | Japó · Takehiro Kashima · Takuya Nakase · Makoto Okiguchi · Koki Sakamoto · Hiroyuki Tomita · Kohei Uchimura | 278'875 | Estats Units · Alexander Artemev · Raj Bhavsar · Joey Hagerty · Jonathan Horton · Justin Spring · Kai Wen Tan | 275'850 |

### Gimnàstica rítmica
| Prova      | Or | Nota   | Plata                                                                                           | Nota   | Bronze | Nota   |
| Individual | Evgeniya Kanaeva | 75.500 | Inna Zhukova                                                                                    | 71.925 | Hanna Bezsònova | 71.875 |
| Equips     | Rússia · Margarita Aliychuk · Anna Gavrilenko · Tatiana Gorbunova · Ielena Possévina · Darya Shkurihina · Natalia Zueva | 35.550 | R.P. de la Xina · Cai Tongtong · Chou Tao · Lu Yuanyang · Sui Jianshuang · Sun Dan · Zhang Shuo | 35.225 | Belarús · Olesya Babushkina · Anastasia Ivankova · Ksenia Sankovich · Zinaida Lunina · Glafira Martinovich · Alina Tumilovich | 34.900 |

### Gimnàstica en trampolí
| Prova | Or          | Nota  | Plata          | Nota  | Bronze           | Nota  |
| Dones | He Wenna    | 37'80 | Karen Cockburn | 37'00 | Ekaterina Khilko | 36'90 |
| Homes | Lu Chunlong | 41'00 | Jason Burnett  | 40'70 | Dong Dong        | 40'60 |

## Medaller
| Pos. | Comitè Olímpic  | Or | Plata | Bronze | Total |
| 1    | R.P. de la Xina | 11 | 2     | 5      | 18    |
| 2    | Estats Units    | 2  | 6     | 2      | 10    |
| 3    | Rússia          | 2  | 0     | 2      | 3     |
| 4    | Corea del Nord  | 1  | 0     | 0      | 1     |
| 4    | Polònia         | 1  | 0     | 0      | 1     |
| 6    | Romania         | 1  | 0     | 1      | 2     |
| 7    | Japó            | 0  | 2     | 0      | 2     |
| 7    | Canadà          | 0  | 2     | 0      | 2     |
| 9    | França          | 0  | 1     | 1      | 2     |
| 9    | Alemanya        | 0  | 1     | 1      | 2     |
| 9    | Belarús         | 0  | 1     | 1      | 2     |
| 12   | Espanya         | 0  | 1     | 0      | 1     |
| 12   | Croàcia         | 0  | 1     | 0      | 1     |
| 12   | Corea del Sud   | 0  | 1     | 0      | 1     |
| 15   | Uzbekistan      | 0  | 0     | 2      | 2     |
| 15   | Ucraïna         | 0  | 0     | 2      | 2     |
| 17   | Regne Unit      | 0  | 0     | 1      | 1     |